# 2004-es indiai-óceáni cunami

A 2004-es karácsonyi cunami

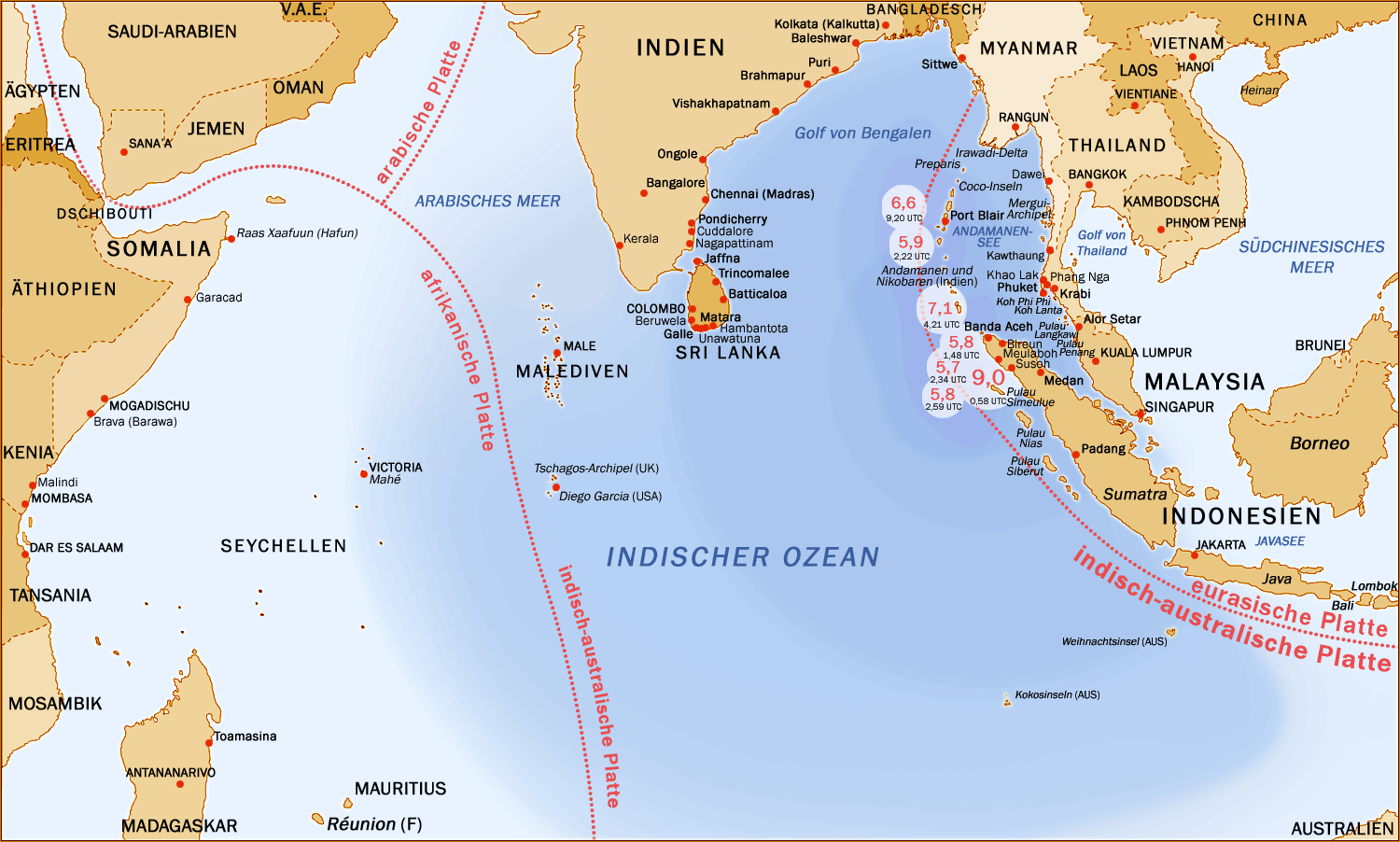
Epicentrum és az érintett partszakaszok

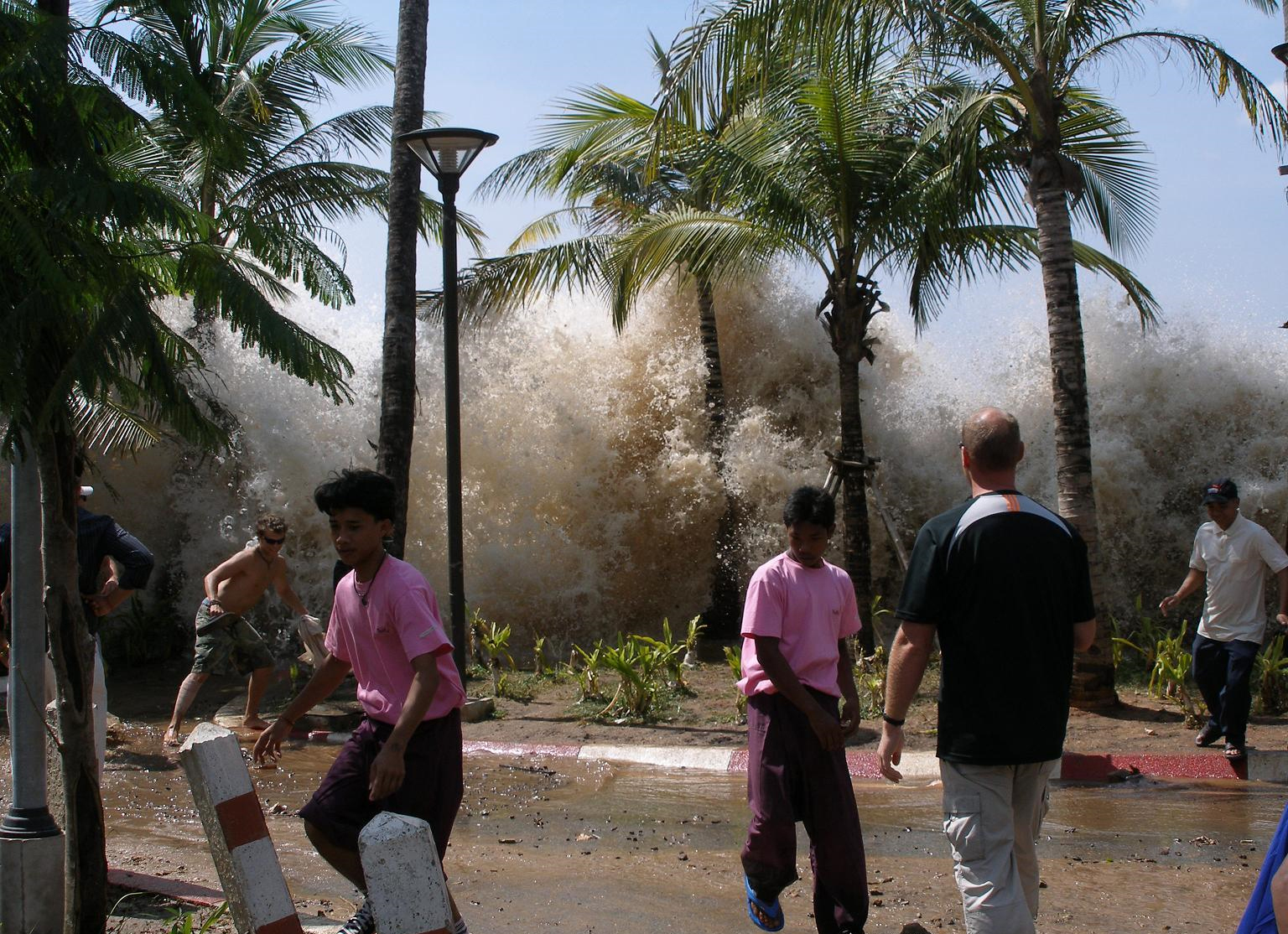
Partot ér a cunami Thaiföldön

2004. december 26-án az indonéziai Szumátra ÉNy-i partjainak közelében történt rendkívüli erejű (a Richter-skálán 9,1–9,3 magnitúdós, a történelemben ismert  2-3. legerősebb) víz alatti földrengést követően cunami volt, amely Ázsia délkeleti és déli részén, valamint Afrika keleti részén okozott nagyon jelentős károkat. Több mint 150 ezer (más források szerint több mint 200 ezer) ember meghalt.

## Keletkezése és ereje
A partot elérő cunami legalább két, de egyes helyeken hat, egyre magasabbra tornyosuló hulláma még a partoktól távolabbi területeken is végzett pusztítást. A hullámok között a tenger visszahúzódott, tipikus előjeleként a későbbi fenyegető cunaminak. A partra lecsapó víz elöntötte az utcákat, amelyek csatornákként árasztották el a belső lakott helyeket, vízzel borítva a házakat, elsodorva az autókat, embereket.
A következő napokban 25 földrengést regisztráltak naponta, gyakran 5,5 erősséggel. Az Andamán- és Nikobár-szigeteken a főrengést követő utórengés 7,1 erősségű volt. 2005. március 28-án jegyeztek fel egy nagy utórengést 8,7 értékkel Szumátra partvidékén.

## Halálos áldozatok
A halálos áldozatok száma pontosan nem ismert. A pusztulás elől való menekülés, illetve a tömegsírokba temetettek miatt ez ma már nem is határozható meg pontosan, azonban az árhullámnak és utóhatásainak sokan estek áldozatul, így az ivóvízforrások megsemmisülése és elszennyeződése újabb emberéleteket követelt.
| Ország             | Halott (tény)  | Halott (becsült) | Megsérült  | Eltűnt     | Hajléktalan |
| ------------------ | -------------- | ---------------- | ---------- | ---------- | ----------- |
| Indonézia          | 131 029        | 168 029          | 76 712     | ~37 000    | 514 150     |
| Srí Lanka          | 31 229 –38 940 | 35 322 –38 940   | 23 189     | 4 093      | 516 150     |
| India              | 12 407         | 16 281           | nincs adat | 3 874      | 647 599     |
| Thaiföld           | 5 395          | 7 876            | 8 457      | 2 481      | 8 500       |
| Szomália           | 298            | 298              | nincs adat | nincs adat | 4 000       |
| Mianmar            | 61             | 90               | 43         | —          | 2 592       |
| Maldív-szigetek    | 82             | 108              | 1 113      | 26         | 11 568      |
| Malajzia           | 69             | 74               | 767        | 5          | 4 296       |
| Tanzánia           | 10             | 10               | —          | —          | —           |
| Seychelle-szigetek | 3              | 3                | —          | —          | —           |
| Banglades          | 2              | 2                | —          |            |             |

## Humanitárius segítség
| Ország/intézmény          | Összeg eurómillióban       | Összeg eurómillióban | Összeg eurómillióban | A GNP arányában |
| Ország/intézmény          | állami                     | magán                | összesen             | A GNP arányában |
| ------------------------- | -------------------------- | -------------------- | -------------------- | --------------- |
| Németország               | 500                        | 502,5                | 1002,5               | 0,04%           |
| Nemzetközi Valutaalap     | 735                        | -                    | 735                  |                 |
| Ausztrália                | 600                        | 45                   | 645                  |                 |
| Európai Unió              | 500                        | -                    | 500                  |                 |
| Kanada                    | 324,08 (425 USD)           | 93,61 (123 USD)      | 447                  | 0,05%           |
| Amerikai Egyesült Államok | 260 (350 USD)              | 152,30 (200 USD)     | 412                  |                 |
| Japán                     | 370                        | nincs adat           | 370                  |                 |
| Hollandia                 | 230                        | 115                  | 345                  |                 |
| Egyesült Királyság        | 73,06 (96 USD)             | 143,84 (189 USD)     | 216                  |                 |
| Világbank                 | 190,26 (250 USD)           | -                    | 190                  |                 |
| Olaszország               | 112 (146 USD)              | 69,05                | 181                  |                 |
| Norvégia                  | 135                        | 41                   | 175                  | 0,085%          |
| Svájc                     | 17,3                       | 143 (224 CHF)        | 160                  |                 |
| Ázsiai Fejlesztési Bank   | 133,18 (175 USD)           | -                    | 133                  |                 |
| Svédország                | 59                         | 40                   | 99                   |                 |
| Franciaország             | 49                         | 45                   | 94                   |                 |
| Egyesült Arab Emírségek   | 30                         | 62,36                | 92                   |                 |
| Kuvait                    | 76,05 (100 USD)            | nincs adat           | 76                   |                 |
| Ausztria                  | 8,8 (eredetileg ígért: 50) | 20                   | 28,8                 |                 |
| és további országok       |                            |                      |                      |                 |
| Összesen:                 | ~4,8 Mrd                   | >> 1,5 Mrd           | 6,3 Mrd              | N/A             |